# Apotekarnes vattenfabrik
Denna artikel handlar om Göteborgsföretaget Apotekarnes vattenfabrik. För andra betydelser, se Apotekarnes.

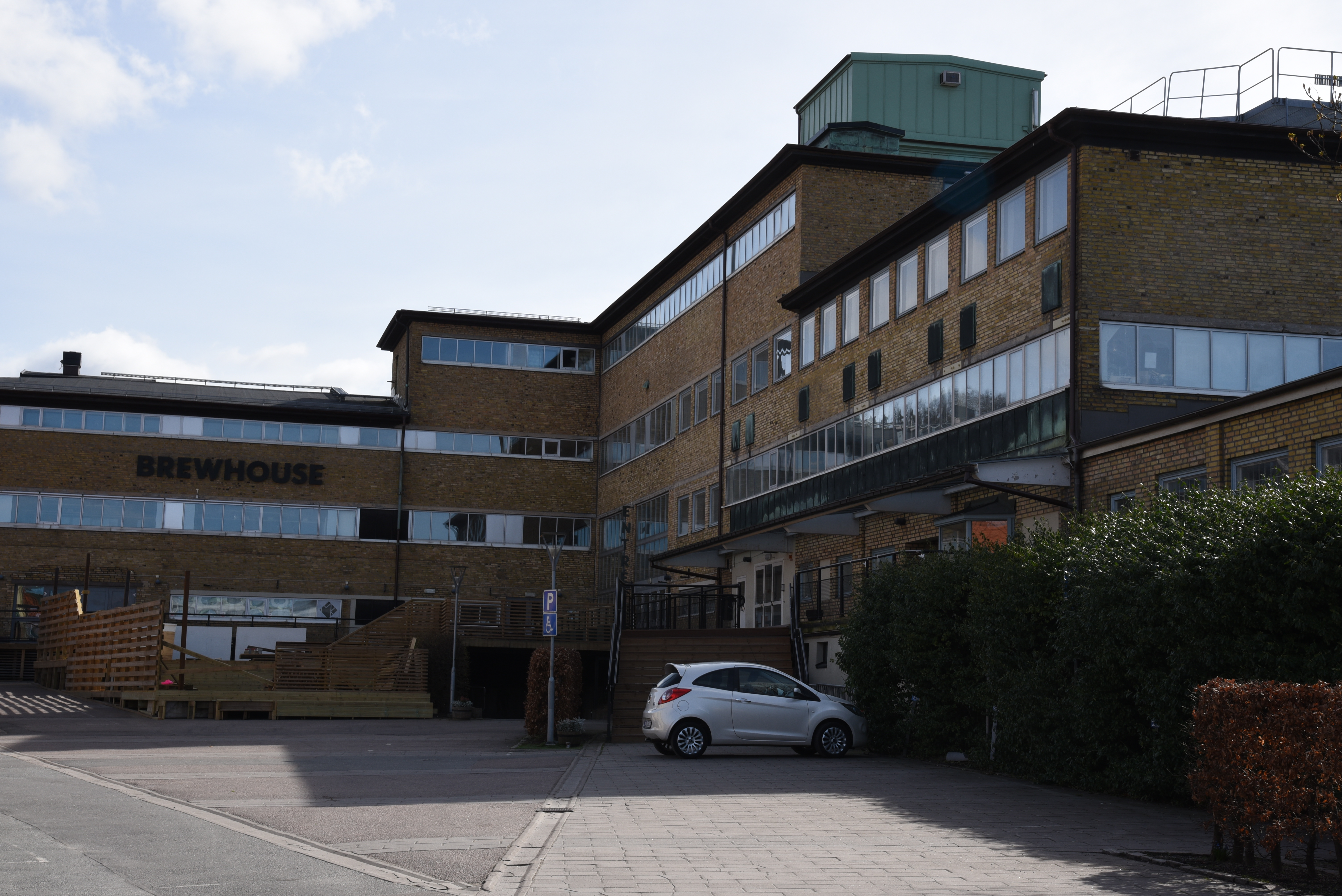
Apotekarnes vattenfabrik, numera Brewhouse, vid Åvägen 24.

Apotekarnes vattenfabrik var ett företag i Göteborg som tillverkade läskedrycker, sedan 1936 i byggnader vid Åvägen på Gårda. Efter nedläggningen 1974 har fastigheten använts för andra ändamål och den går sedan 2004 under namnet Brewhouse.

## Historik
Verksamheten grundades 1886 på Lilla Gubbero som Westkustens Mineralvatten- & Tekniska Fabrik av apotekaren Johan Gustaf Loberg. Fabriken flyttades i mars 1889 till Drakegatan på Gårda och 1902 antogs namnet J.G. Lobergs Fabriks AB. Vid den tidpunkten tillverkade 25 arbetare dagligen omkring 16000 flaskor mineralvatten och läskedrycker. År 1907 bildades AB Apotekarnes Förenade Vattenfabriker Göteborg genom sammanslagning med det apotekarägda Göteborgs Mineralvatten AB och Göteborgs Bryggeris vattenfabrik Kristall. Lars Loberg efterträdde 1914 fadern som disponent. En ny industribyggnad för Apotekarnes vattenfabrik, ritad av Folke Bensow, uppfördes 1935–1936 vid Åvägen. Där tillverkades läskedrycker som Solo, Sockerdricka och Vichyvatten. 
År 1950 inköptes verksamheten av Pripps. Fabriken lades ned 1974 och fastigheten byggdes 1981 om till museum och Göteborgs industrihistoriska museum flyttade in året därpå. Efter att industrimuseet slagits samman med andra kommunala museer till Göteborgs stadsmuseum och den utställda delen av dess samlingar överförts till Ostindiska huset, flyttade Göteborgs etnografiska museum in 1994. Det stängdes emellertid 2000, då dess verksamhet övertagits 1999 av det nya statliga Världskulturmuseet.
Efter det att museet avflyttat, byggdes fastigheten om till kontor för mindre verksamheter, framför allt inom musikbranschen, och till evenemangshus efter ritningar av Björn Edström och Anna Eriksson. Det invigdes 2004 under namnet Brewhouse, ungefär brygghuset, även om det aldrig varit ett brygghus eller bryggeri.